# Iwiny (Warta Bolesławiecka)
Iwiny (deutsch: Mittlau) ist ein Ort in Landgemeinde Warta Bolesławiecka im Powiat Bolesławiecki der Woiwodschaft Niederschlesien in Polen. 

## Geografie
Iwiny liegt im Vorgebirge des Bober-Katzbach-Gebirges in den Sudeten. Durch den Ort fließt die Bobrzyca, ein rechter Nebenfluss des Bober.

## Sehenswürdigkeiten

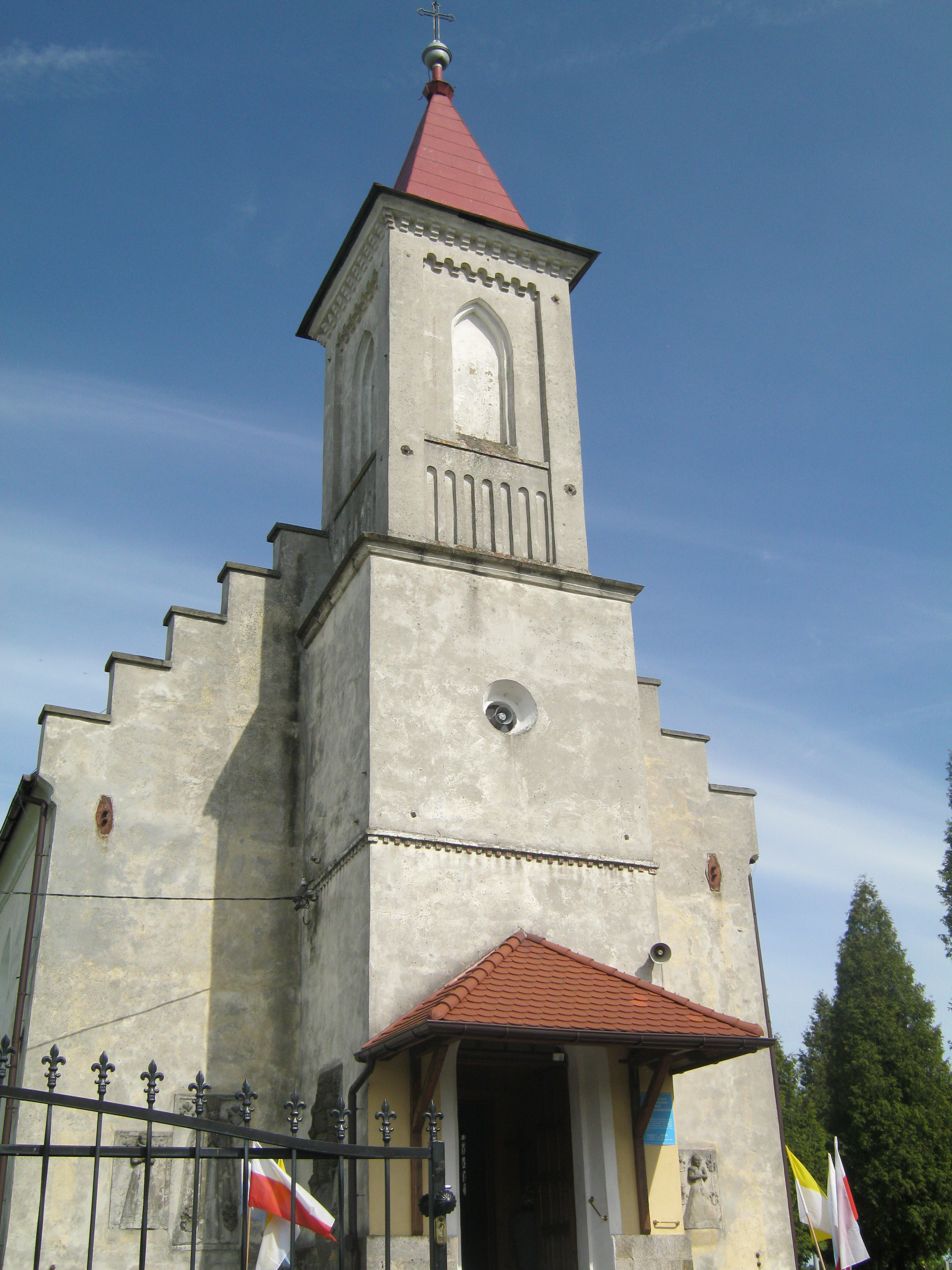
Heilig-Kreuz-Kirche

- Römisch-katholische Heilig-Kreuz-Kirche aus dem 15. Jahrhundert, 1872 umgebaut.
- Kirchfriedhof
- Schloss Iwiny (Schloss Mittlau) 1757 errichtet, vermutlich für die Herren von Frankenberg[1] In der zweiten Hälfte des 19. Jahrhunderts wurde es für die Familie von Förster und nach dem Zweiten Weltkrieg mehrfach renoviert.[2] Zum Schloss gehören ein Park und ein Speichergebäude aus dem 18. Jahrhundert.